# Leptomithrax sinensis
Leptomithrax sinensis is een krabbensoort uit de familie van de Majidae. De wetenschappelijke naam van de soort is voor het eerst geldig gepubliceerd in 1916 door Rathbun.